# Нюрнбергский музей транспорта
Нюрнбергский музей транспорта (нем. Verkehrsmuseum Nürnberg) — музей в Нюрнберге, основанный в 1899 году. Состоит из Музея немецких железных дорог (Deutsche Bahn) и Музея связи (Museum für Kommunikation). Имеет два филиала — в Кобленце-Лютцеле (DB Museum Koblenz) и Галле (DB Museum Halle). Нюрнбергский музей транспорта — один из старейших музеев технической истории в Европе.
Нюрнберг был первым немецким городом, котором в 1835 году начала действовать железная дорога.
В феврале 2007 года название «Музей Немецких железных дорог» (DB Museum) стало официальным названием «Фирменного музея немецких железных дорог» (Firmenmuseum der Deutschen Bahn AG).

## История
В 1882 году в Мюнхене был открыт небольшой музей истории баварской железной дороги. В 1885 году он стал доступен для широкой публики. Изначально экспонировались только модели в масштабе 1:10. Бургомистр Нюрнберга Георг фон Шух в 1899 году смог добиться переезда музея из Мюнхена в Нюрнберг и предоставил бесплатно помещение для музея. Нынешнее здание музея построено в 1925 году.

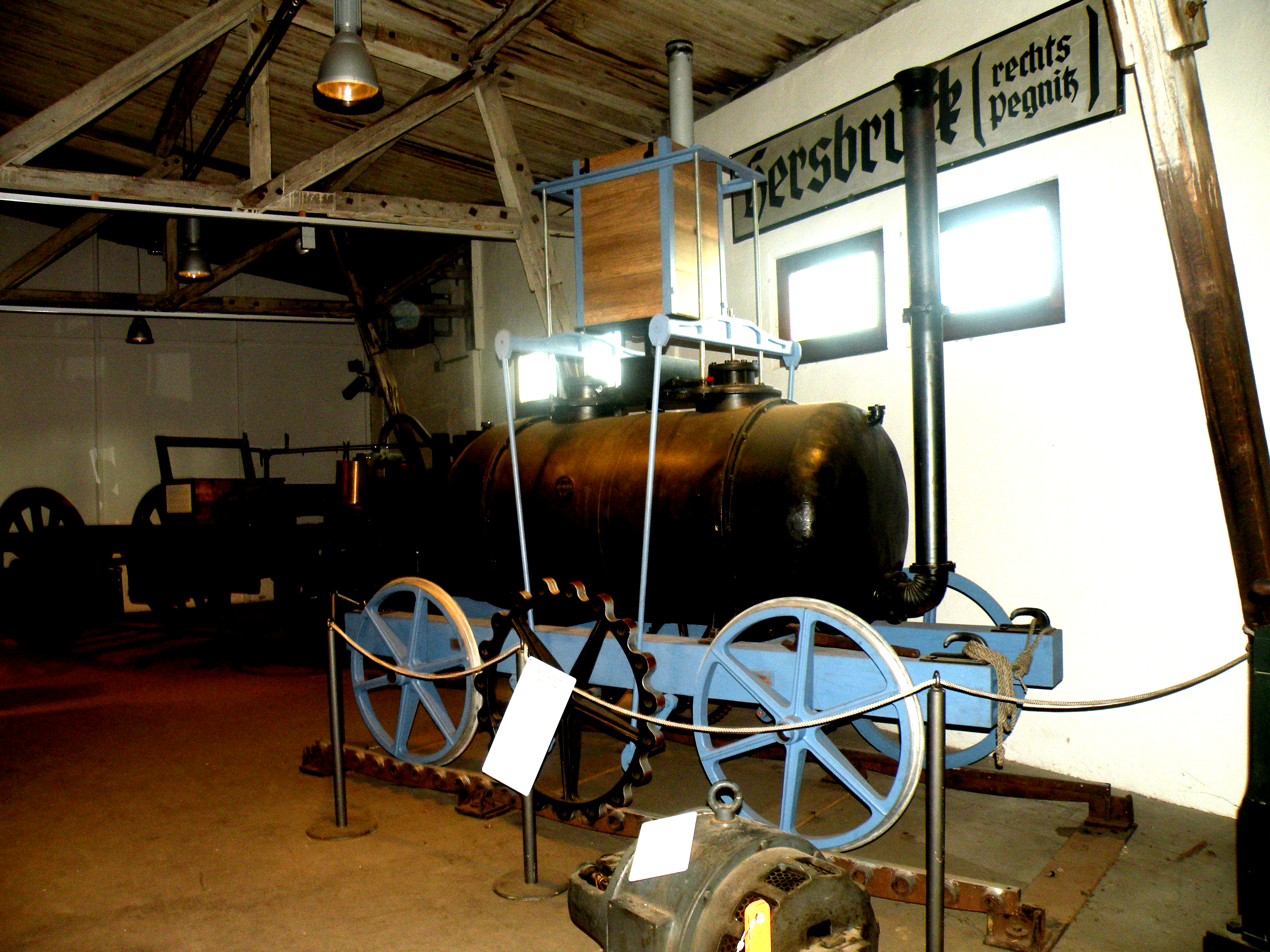
Первый паровоз (модель)

В 1901 году музей стал называться Королевским баварским музеем транспорта, так как появился новый отдел почты и телеграфа, которые подчинялись одному министерству. В 1939 году, после начала Второй мировой войны, музей был закрыт. В 1943—1945 годах сильно пострадал от авианалётов. В 1953 году музей был частично открыт, организационно подчинялся Управлению Нюрнбергской федеральной железной дорогой.

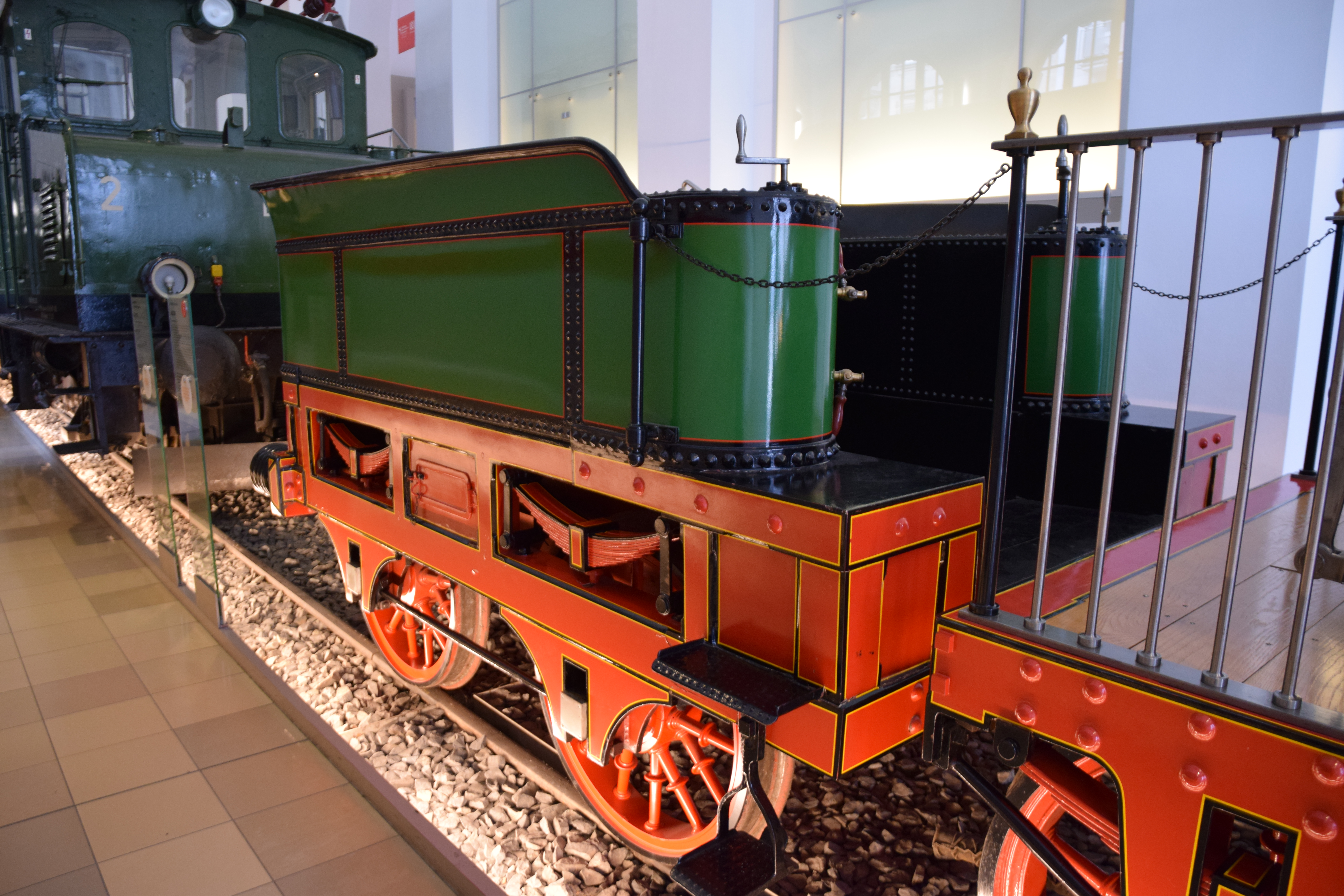
Первый локомотив Адлер. 1835

1 июля 1996 года компания «Немецкие железные дороги» (Deutsche Bahn AG) выкупила музей у «Федеральных железных дорог» (Deutsche Bundesbahn) по символической цене в одну немецкую марку. В это время ранее возглавлявший Музей промышленной культуры (Museums Industriekultur) в Нюрнберге Юрген Францке был назначен руководителем музея. Немецкие железные дороги до столетнего юбилея музея планировали инвестировать в развитие музея 6 миллионов немецких марок.

## Экспонаты
В экспозициях исторического железнодорожного подвижного состава представлены следующие важные экспонаты:
- Вагон-салон и вагон-терраса Людвига II;
- Вагон-салон Отто фон Бисмарка;
- Паровоз-стримлайнер DRG Class 05;
- Оригинальный угольный вагон 1829 года с угольной шахты Саут-Хеттон в Англии, старейший из сохранившихся железнодорожных транспортных средств на материковой части Европы (получен в долгосрочное пользование из Национального железнодорожного музея в Йорке);
- Паровой локомотив «Нордгау» модели Bayerische B V[нем.](самый старый из сохранившихся в Германии, построен в 1853 году);
- Паровой локомотив Bayerische S 2/6[нем.];
- Электрический локомотив DRG Class E 19[англ.]
- Фрагмент дизельного моторвагонного поезда DRG 877;
- Демонстрационная модель моторного вагона ICE 3[англ.];

## Коллекция моделей
Еще одна достопримечательность музея — коллекция из 160 моделей в масштабе 1:10, которые создавались с конца XIX века. Коллекция занимает площадь в 1000 квадратных метров. Первые макеты были изготовлены в 1882 году подмастерьями Королевских государственных железных дорог Баварии.
В музее есть пешеходный туннель, железнодорожный переезд, сигналы и стрелки, которыми можно управлять, а также интерактивные модели.

## Модель железной дороги
Модель железной дороги площадью 80 м² используется для демонстрации железнодорожных перевозок. Каждые полчаса в музее проводится десятиминутная демонстрация с разъяснением основных концепций работы железной дороги. В панели управления системы, построенной между 1960 и 1970 годами, около 5000 реле.

## Библиотека
В главном здании музея находится библиотека, насчитывающая около 40 000 наименований железнодорожной тематики. Посещение библиотеки возможно в рабочие дни по предварительной записи.

## Ущерб после пожара 17 октября 2005 г.
Вечером 17 октября 2005 года большая часть веерного депо в Гостенхофе, где хранились функционирующие локомотивы, не вошедшие в основную экспозицию музея, сгорела дотла.
Пожаром была сильно повреждена действующая копия паровоза «Адлер» — локомотива, курсировавшего по первой немецкой железной дороге между Нюрнбергом и Фюртом. Силами специалистов железнодорожной мастерской Майнингена был восстановлен его двигатель, а после двухлетней реконструкции «Адлер» был снова готов к эксплуатации и 23 ноября 2007 года был возвращен в музей.
В общей сложности сгорело 24 исторических паровоза и вагона. В долгосрочной перспективе паровые двигатели, как и E 75, подлежат ремонту. Повреждённые дизельные двигатели и рельсовые автобусы из-за их лёгкой конструкции не подлежали ремонту и были списаны в июле 2006 года. Несколько локомотивов были проданы или переданы в аренду железнодорожным музеям для реставрации. Например, номер 23 105, последний паровой двигатель, купленный Федеральными железными дорогами в 1959 году, был сдан в аренду Южно-германскому железнодорожному музею (Süddeutsches Eisenbahnmuseum Heilbronn) в Хайльбронне для реставрации.

## Филиал музея DB в Кобленце
В районе Лютцель в Кобленце расположен филиал музея, в котором находится несколько транспортных средств, в том числе электровозы-экспрессы классов 103, 110 и 113, E 44 и E 16, а также некоторое количество вагонов. Кроме того, можно увидеть отреставрированный прусский Т-3, заводской номер 499, построенный в 1903 году на предприятии Кристиана Хаганса (Maschinenfabrik Christian Hagans). На протяжении десятилетий он использовался на детской площадке в Кёльнском зоопарке как оборудование для игр. В настоящее время там реставрируются два паровоза, пострадавшие в результате сильного пожара в Нюрнберге.

## Филиал музея DB в Галле
Бывшее локомотивное депо в Галле — это второй филиал Нюрнбергского музея. На выставке представлено несколько транспортных средств «Немецких имперских дорог» (Deutsche Reichsbahn), в частности паровоз 03 1010 и электровозы E 11 001 и E 18 31.

## Музей связи
Музей связи изначально был создан как отдел в Королевском баварском почтовом музее и вошёл в состав Музея транспорта в 1902 году. Он отображает более 500 лет истории почтовых и телекоммуникационных услуг в Баварии от средневековья до наших дней. Основные рассматриваемые аспекты включают развитие почтовых перевозок, телеграфной и телефонной связи. Здесь представлены оригинальные автомобили, почтовые автобусы и моторизованные транспортные средства, а также техническое оборудование, от старинных телетайпов до современных спутников.
Из-за нехватки места в железнодорожном парке Аугсбурга находится всего несколько исторических железнодорожных почтовых вагонов.

## Чартерные и туристические поезда
Нюрнбергскому музею транспорта принадлежит несколько поездов, используемых для туристических и чартерных перевозок, в том числе:
- Рейнгольд Экспресс с DB класса E 03 локомотивов. Базируется в Кёльне.
- Традиционный Цвиккауский поезд с короткой остановкой (Traditions- Eilzug Zwickau). В Берлине.
- Экспресс TEE Blue Gentian (Blauer Enzian). В Берлине.
- Экспресс Федеральных железных дорог. В Дюссельдорфе.
- Adler- старинный локомотив с тремя открытыми пассажирскими вагонами. В Нюрнберге.